# Мистерија (жанр)
Мистерија је жанр фикције обично укључује мистериозну смрт или злочин који треба разрешити. Често са затвореним кругом осумњичених обично се сваком осумњиченом пружа кредибилан мотив и разумна прилика за извршење злочина. Централни лик ће често бити детектив (попут Шерлока Холмс и његовог помоћника Џона Х. Вотсона) који на крају разрешава мистерију логичким закључивањем из чињеница представљених читаоцу. Понекад су књиге о мистеријама нефиналне. „Мистеријска фикција“ могу бити детективске приче у којима је нагласак на елементу пузле или суспензије и његовом логичном решењу као што је худанит. Мистериозна фикција може се супротставити тврдоглавим детективским причама, које су усредсређене на акцију и оштар реализам.